# Wit-Russisch referendum van 1995
Het Wit-Russisch referendum van 1995 is een volksraadpleging die in de recente geschiedenis van Wit-Rusland een belangrijke rol speelt.

## Vraagstukken
Het referendum werd (tegelijk met parlementsverkiezingen) gehouden op 14 mei 1995 en ging over de volgende vier onderwerpen:
- de status van het Russisch;
- economische integratie met Rusland;
- de introductie van nieuwe nationale symbolen;
- het recht van de president om het parlement af te zetten als dat de constitutie schendt.

President Aleksandr Loekasjenko had in 1993 geprobeerd om een soortgelijk referendum te houden, maar kreeg onvoldoende politieke steun. Twee maanden vóór het referendum stelde hij een nieuwe vlag voor, bestaande uit een rood veld met een smalle groene horizontale baan aan de bovenkant en aan de onderkant. Het is niet bekend waarom dit voorstel sneuvelde, maar een paar dagen later werd het uiteindelijke voorstel gepresenteerd.

Embleem sinds 1995
Loekasjenka's vlagontwerp
Vlag sinds 1995

## Uitkomst
Er kwamen 4.823.482 burgers stemmen; 64,8% van het totale electoraat (7.445.820). Alle vier de voorstellen werden aangenomen.

### Status van de Russische taal
Vraag: "Bent u het ermee eens dat de Russische taal een gelijke status krijgt als de Wit-Russische taal?"
83,3% stemde voor, 12,7% tegen, de overige stembiljetten werden ongeldig verklaard.

### Integratie met Rusland
Vraag: "Steunt u de maatregelen van de President die gedoeld zijn op economische integratie met Rusland?"
83,3% stemde voor, 12,5% tegen, de overige stembiljetten werden ongeldig verklaard.

### Staatssymbolen
Vraag: "Steunt u het voorstel voor een nieuwe Wit-Russische vlag en een nieuw Wit-Russisch wapen?"
75,1% stemde voor, 9,93% tegen, de overige stembiljetten werden ongeldig verklaard.
De presidentiële decreten over de nieuwe vlag en het nieuwe wapen werden op 7 juli 1995 uitgevaardigd.

### Recht van de president om het parlement te ontslaan
Vraag: Bent u het eens met de noodzaak van de invoering van veranderingen in de huidige Grondwet van de Republiek Wit-Rusland, die moeten voorzien in een vroegtijdige ontheffing van de Opperste Sovjet uit haar machten door de President van de Republiek Wit-Rusland in het geval van ernstige schendingen van de Grondwet?
77,7% stemde voor, 17,8% stemde tegen, de overige stembiljetten werden ongeldig verklaard.

## Bezwaren
De oppositie had (en heeft) een aantal ernstige bezwaren tegen het referendum. Ten eerste was het referendum voorafgegaan door een hevige overheidsgestuurde mediacampagne waarin werd beweerd dat het oude Wit-Russische wapen het symbool van de nazi-collaborateurs uit de Tweede Wereldoorlog was.
Ten tweede was de formulering van de vragen vaag: veel mensen dachten dat met de "nieuwe" symbolen die uit 1992 bedoeld waren, zoals de wit-rood-witte vlag.
Ten derde stemde slechts 48,6% van het totale electoraat voor de nieuwe nationale symbolen. Volgens sommigen is een meerderheid noodzakelijk, maar de Wit-Russische grondwet is hier vaag over.
Nog voor de bekendmaking van de uitslag liet Loekasjenko de oude vlag bij zijn paleis vervangen door de nieuwe.